# Mazaristraße
Koordinaten: 48° 8′ 17,3″ N, 11° 34′ 25,2″ O
Die Mazaristraße in München liegt in der Altstadt und verläuft von der Kaufingerstraße zur Südostecke des Frauenplatzes.

## Geschichte
Der ursprüngliche Name der Mazaristraße war »Stiftgäßel«. In einer Aufschreibung von 1734 wird sie als »Kloster Diessenergäßel« genannt, ab 1736  »Mazarigäßel«. Die Bezeichnung geht auf den Gastwirt Paul Mazari zurück, der eines der nach der Kaufingerstraße ausgerichteten Eckhäuser besaß.

## Lage
Die mit 2,2 Meter Breite sehr enge Mazaristraße verläuft von der Kaufingerstraße zwischen den Hausnummern 18 und 20 zur Südostecke des Frauenplatzes und ist Teil der Fußgängerzone. Die früher am Eck der Mazaristraße zum Frauenplatz gelegene Traditionsgaststätte Andechser am Dom musste zum Frauenplatz 7 umziehen.

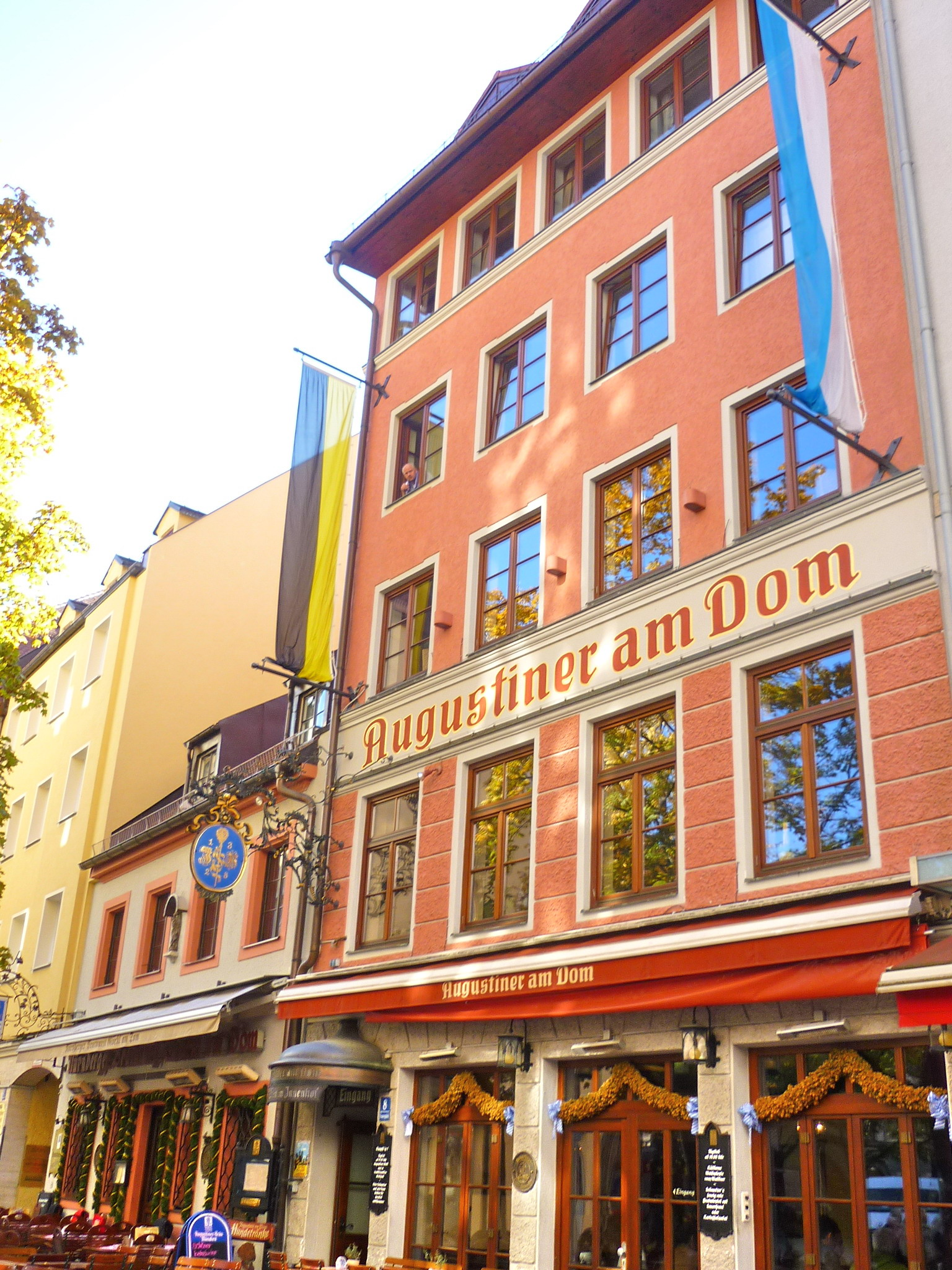
Augustiner am Dom
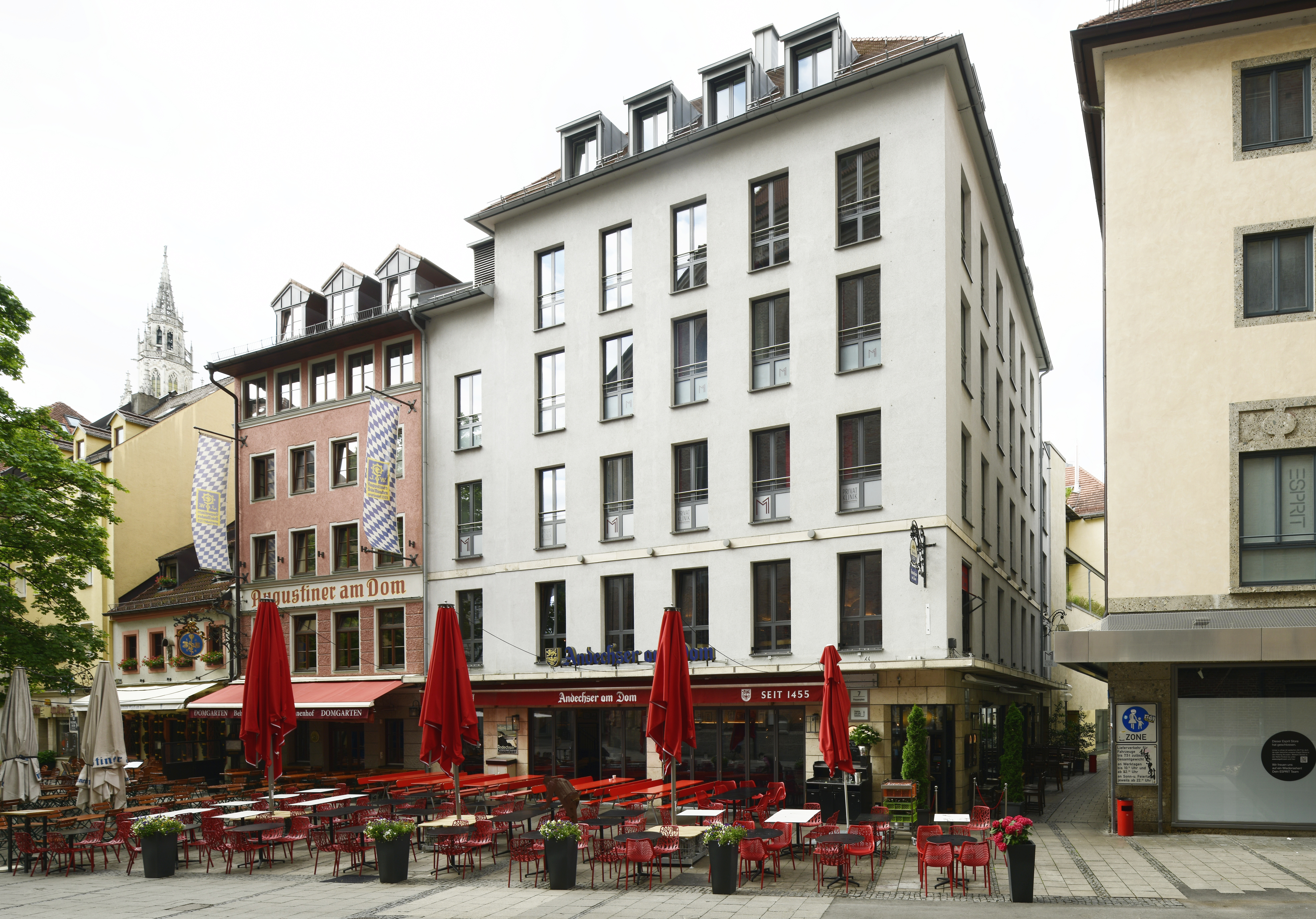
Bei Frauenplatz 7, dem Andechser am Dom, führt die Mazaristraße zur Kaufingerstraße hindurch
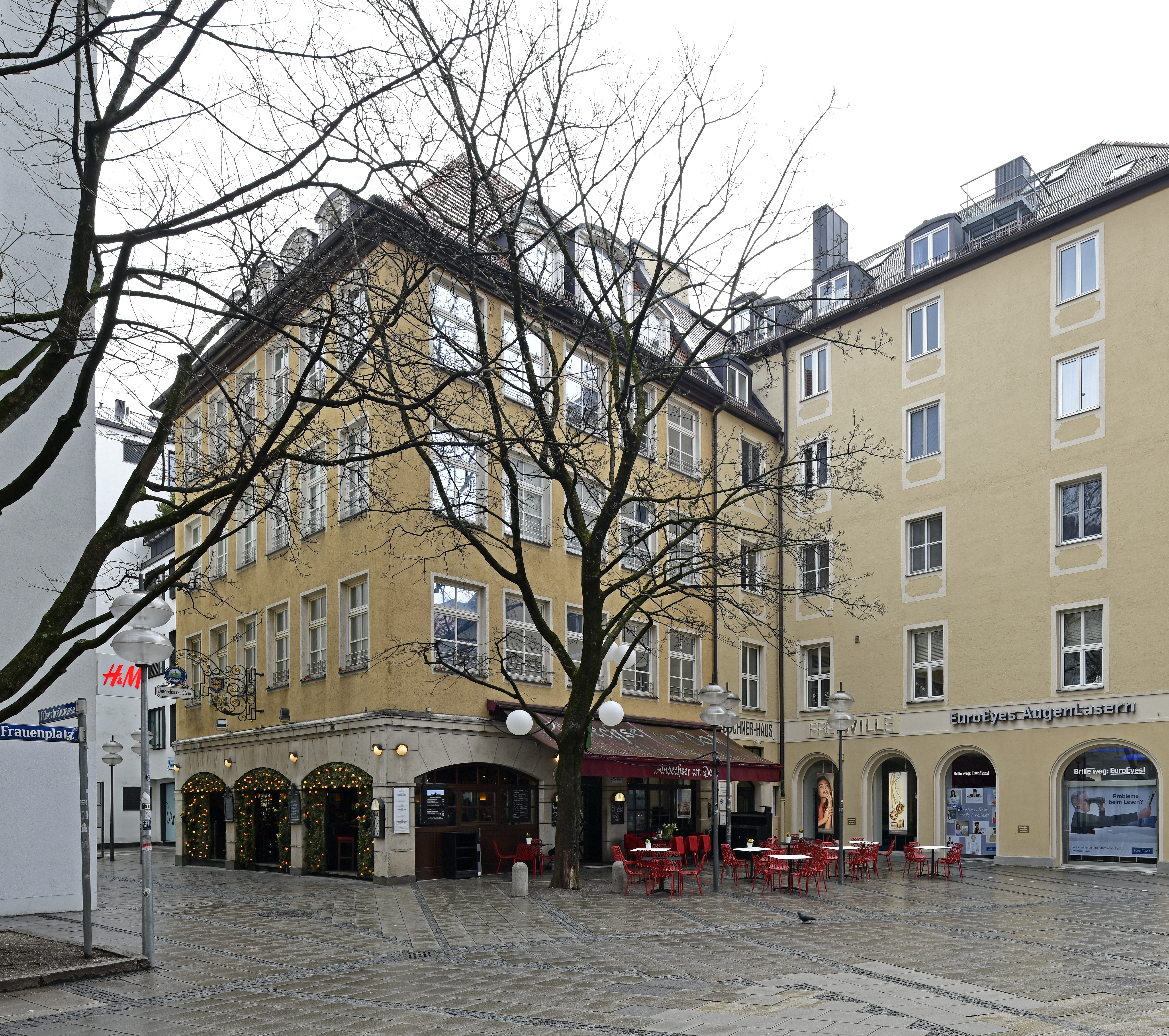
Der Andechser Hof in seiner früheren, angestammten Lage an der Filserbräugasse, vom Frauenplatz aus gesehen